# 濮州
濮州（ぼくしゅう）は、中国にかつて存在した州。隋代から民国初年にかけて、現在の山東省と河南省の省境に設置された。

## 概要
596年（開皇16年）、隋により鄆州の一部に設置された。濮州は鄄城・臨濮・濮陽・范の4県を管轄した。605年（大業元年）に廃止となり、管轄県は鄆州に統合された。
621年（武徳4年）、唐により東平郡鄄城県に濮州が置かれた。742年（天宝元年）、濮州は濮陽郡と改称された。758年（乾元元年）、濮陽郡は濮州と改称された。濮州は河南道に属し、鄄城・雷沢・臨濮・濮陽・范の5県を管轄した。
北宋のとき、濮州は京東西路に属し、鄄城・雷沢・臨濮・范の4県を管轄した。
金のとき、濮州は大名府路に属し、鄄城・范の2県と雷沢・臨濮・定安の3鎮を管轄した。
元のとき、濮州は中書省に属し、鄄城・范・観城・朝城・館陶・臨清の6県を管轄した。
明のとき、濮州は東昌府に属し、范・観城・朝城の3県を管轄した。
清のとき、濮州は曹州府に属し、范・観城・朝城の3県を管轄した。
1912年、中華民国により濮州は廃止され、濮県と改められた。